# Vanesa Butera
Vanesa Paz Butera (Adrogué, Buenos Aires; 28 de enero de 1984) es una actriz, cantante y compositora argentina. Es conocida por haber sido la ganadora del programa de telerrealidad Yo quiero ser (2008) emitido por Canal 13, el cual la llevó a protagonizar el musical Hairspray junto a Enrique Pinti en el Teatro Astral y por el que fue nominada a varios premios.

## Carrera profesional
Butera comenzó su carrera como actriz participando de varias obras teatrales, teniendo papeles en Desacompañados (2000), Fayon, the musical (2004), Historias prestadas, será justicia (2007) y Fanny, canciones para jugar (2007-2008). Sin embargo, fue su participación en el reality show Yo quiero ser (2008) emitido por El trece y conducido por Andrea Politti, el cual le dio visibilidad, ya que resultó ser la ganadora, obteniendo el papel de Tracy Turnbladen el musical Hairspray en el teatro Astral, donde compartió cartel con Enrique Pinti y Fernando Dente, siendo dirigidos por Ricky Pashkus. Al año siguiente, integró los elencos de las obras Nena no robarás (2009) en Ciudad Cultural Konex  y Musicool (2009) en el teatro Velma Café. Ese año, tuvo su debut como actriz de televisión, interpretando el papel de Carmen Juárez	en la telenovela infantil Niní emitida por Telefe.
En 2010, Vanesa protagonizó la obra teatral Mi bello dragón de Enrique Pinti en el teatro Maipo y Juicio a lo natural en el teatro El Cubo. A su vez, se embarcó en una gira nacional con la obra Niní, la búsqueda. En 2011, participó de la producción teatral La carnicería y se sumó al elenco principal de la serie infantojuvenil Peter Punk de Disney XD, en la cual interpretó a Mimí. Asimismo, Butera apareció en las obras Mambrú vuelve a la guerra (2012) en el Paseo La Plaza y en La carne de tu ex en el freezer en el teatro Ofelia.
Seguidamente, Vanesa participó de diversas producciones teatrales, siendo protagonista en Con nombre propio (2013), Los hombres de la independencia (2013), Pegados (2013), Company (2013) y Tanguito mío (2013). En 2014, se sumó al elenco de la serie web Yo soy virgen, donde personificó a Luna y en teatro participó de El capitán Beto en el teatro Nacional Cervantes y de 22:22 Crónicas de un mundo absurdo en el teatro El Método Kairós.
En 2015, Butera interpretó a Lila en la serie dramática Fronteras protagonizada por Isabel Macedo y televisada por Telefe. Poco después, se unió al elenco de la telenovela Esperanza mía de El trece, donde interpretó a la monja Carmela y compartió escenas con Lali Espósito y Mariano Martínez. Además, participó de la versión teatral de la telenovela y actuó en el show teatral Colección primavera verano (2015) junto a Fernando Dente. Ese mismo año, protagonizó el cortometraje El viaje junto a Esteban Masturini y Leo Bosio. En 2016, formó parte del elenco Como te soñé en el Multiteatro, donde compartió cartel con Esther Goris y Maximiliano Ghione.
Su siguiente participación en televisión fue en la telenovela juvenil Divina, está en tu corazón emitida por El trece, donde interpretó a Soraya y en teatro actuó en la obra Entretelones por dos temporadas. En 2018, apareció en la serie Sandro de América (2018) de Telefe, donde interpretó a Gladys, una de las primeras fanáticas de Sandro y se integró al elenco principal de la telenovela Simona transmitida por El trece, donde interpretó a Lucrecia Juárez, una de las empleadas domésticas de la familia Guerrico. A su vez, participó de la versión teatral de la tira titulada Simona, en vivo en el Estadio Luna Park. También fue la responsable de componer la letra y la música para la obra No me digas, que ya sé dirigida por Matías Prieto Peccia.
En 2019, Vanesa es convocada para participar de la obra Huesito Caracú en el teatro Picadero y obtuvo su primer papel en el cine con la cinta Amor de película dirigida por Sebastián Mega Díaz, en la cual compartió escenas con Natalie Pérez y Nicolás Furtado.

## Filmografía

### Cine
| Año  | Título           | Papel    | Notas        |
| ---- | ---------------- | -------- | ------------ |
| 2014 | Algo azul        | Camila   | Cortometraje |
| 2015 | El viaje         | Gabriela | Cortometraje |
| 2019 | Amor de película | Azul     |              |

### Televisión
| Año       | Título                     | Papel           | Notas    |
| --------- | -------------------------- | --------------- | -------- |
| 2008      | Yo quiero ser              | Participante    | Ganadora |
| 2009-2010 | Niní                       | Carmen Juárez   |          |
| 2011-2013 | Peter Punk                 | Mimí            |          |
| 2014      | Yo soy virgen              | Luna            |          |
| 2015      | Fronteras                  | Lila            |          |
| 2015-2016 | Esperanza mía              | Carmela         |          |
| 2017      | Divina, está en tu corazón | Soraya          |          |
| 2018      | Sandro de América          | Gladys          |          |
| 2018      | Simona                     | Lucrecia Juárez |          |

## Teatro
| Año        | Título                             | Papel             | Lugar                              |
| ---------- | ---------------------------------- | ----------------- | ---------------------------------- |
| 2000       | Desacompañados                     |                   | Teatro Bar                         |
| 2001       | Coronación                         |                   | Teatro del Instituto Modelo Mármol |
| 2002-2004  | Protagonistas                      |                   | Teatro Santa María                 |
| 2004       | Fayon, the musical                 |                   | Teatro El Ombligo de la Luna       |
| 2007       | El az en la manga                  |                   | Teatro Regio                       |
| 2007       | Historias prestadas, será justicia |                   | Teatro de la Fábula                |
| 2007-2008  | Fanny, canciones para jugar        |                   | Gira                               |
| 2008       | Hairspray                          | Tracy Turnblad    | Teatro Astral                      |
| 2009       | Nena no robarás                    |                   | Ciudad Cultural Konex              |
| 2009       | Musicool                           |                   | Teatro Velma Café                  |
| 2010       | Mi bello dragón                    | El Hada Ventolina | Teatro Maipo                       |
| 2010       | Juicio a lo natural                | Brenda            | Teatro El Cubo                     |
| 2010       | Niní, la búsqueda                  | Carmen Juárez     | Gira nacional                      |
| 2011       | La carnicería                      |                   | Teatro El Cubo                     |
| 2012       | Mambrú vuelve a la guerra          | Bruja             | Paseo La Plaza                     |
| 2012       | La carne de tu ex en el freezer    | Verónica          | Teatro Ofelia                      |
| 2013       | Con nombre propio                  | Cantante          | Sala La Oreja Negra                |
| 2013       | Los hombres de la independencia    |                   | Gira bonaerense                    |
| 2013       | Pegados                            | Chica             | Teatro Chacarerean                 |
| 2013       | Company                            |                   | Teatro Apolo                       |
| 2013       | Tanguito mío                       | Sarita            | Teatro Maipo                       |
| 2014       | El capitán Beto                    |                   | Teatro Nacional Cervantes          |
| 2014       | 22:22 Crónicas de un mundo absurdo | Cora              | Teatro El Método Kairós            |
| 2015       | Esperanza mía, el musical          | Carmela           | Teatro Ópera                       |
| 2015       | Colección primavera verano         | Cantante          | Teatro Astral                      |
| 2016, 2023 | Como te soñé                       | Ana               | Multiteatro / Chacarerean Teatre   |
| 2017-2018  | Entretelones                       |                   | Teatro Liceo / Teatro Broadway     |
| 2018       | Simona, en vivo                    | Lucrecia Juárez   | Estadio Luna Park                  |
| 2019       | Huesito Caracú                     | Flor Silvestre    | Teatro Picadero                    |
| 2022       | Tita, llamarada pasional           | Tita Merello      | Teatro Astral                      |
| 2023       | No me llames                       |                   | Teatro del Pueblo                  |
| 2024       | Sex                                | Ella misma        | Gorriti Art Center                 |
| 2025       | Coraza, cáscara, casa              | Ella misma        | El Método Kairós                   |
| 2025       | Despertar de primavera             | Varios            | Teatro Ópera                       |

## Discografía
Álbumes de estudio
- Partida (2013)
- Adonde no me llaman (2020)
- Changüí (2021)

EPs
- Sesiones vivas acústicas (2015)
- Sesiones vivas en estudio (2016)

## Premios y nominaciones
| Año  | Premiación               | Categoría                                            | Trabajo                    | Resultado | Ref(s) |
| ---- | ------------------------ | ---------------------------------------------------- | -------------------------- | --------- | ------ |
| 2008 | Premios Clarín           | Actriz revelación                                    | Hairspray                  | Nominada  | [ 24 ] |
| 2008 | Premios ACE              | Revelación femenina                                  | Hairspray                  | Ganadora  | [ 25 ] |
| 2008 | Premios ACE              | Mejor actriz en musical                              | Hairspray                  | Nominada  | [ 25 ] |
| 2009 | Premios Trinidad Guevara | Actriz revelación                                    | Hairspray                  | Nominada  | [ 26 ] |
| 2009 | Premios María Guerrero   | Premio estímulo                                      | Hairspray                  | Ganadora  | [ 27 ] |
| 2010 | Premios ACE              | Mejor actriz en musical, music hall y/o café concert | Musicool                   | Nominada  | [ 28 ] |
| 2010 | Premios Hugo             | Mejor actriz en musical off                          | Musicool                   | Ganadora  | [ 29 ] |
| 2013 | Premios Hugo             | Mejor actriz en musical infantil / juvenil           | Tanguito mío               | Ganadora  | [ 30 ] |
| 2014 | Premios Hugo             | Mejor actriz en el musical off                       | Pegados                    | Ganadora  | [ 31 ] |
| 2016 | Premios Hugo             | Mejor actriz en music hall                           | Colección primavera verano | Nominada  | [ 32 ] |
| 2018 | Premios Hugo             | Mejor música original                                | No me digas, que ya sé     | Nominada  | [ 33 ] |
| 2018 | Premios Hugo             | Mejores letras de musical argentino                  | No me digas, que ya sé     | Ganadora  | [ 33 ] |
| 2025 | Premios Hugo             | Mejor espectáculo musical para un solo intérprete    | Coraza, cáscara, casa      | Pendiente | [ 34 ] |
| 2025 | Premios Hugo             | Mejor música original                                | Coraza, cáscara, casa      | Pendiente | [ 34 ] |
| 2025 | Premios Hugo             | Mejores letras de musical argentino                  | Coraza, cáscara, casa      | Pendiente | [ 34 ] |